# Эдмунд Плантагенет, 2-й граф Кент
Эдмунд Плантагенет (англ. Edmund Plantagenet; ок. 1326 — до 5 октября 1331) — 2-й барон Вудсток и 2-й граф Кент с 1330, старший сын Эдмунда Вудстока, 1-го графа Кента, и Маргарет Уэйк, 3-й баронессы Уэйк из Лидделла, дочери Джона Уэйка, 1-го барона Уэйка из Лидделла.

## Биография
Его отец, Эдмунд Вудсток, единокровный брат короля Эдуарда II, был 19 марта 1330 года казнён по обвинению заговоре против короны по приказу Роджера Мортимера, 1-й граф Марч, фактического правителя королевства. Все владения и титулы Эдмунда Вудстока были конфискованы, а его семья, в том числе и старший сын Эдмунд, были помещены в заключение в замке Солсбери. Однако казнь дяди возмутила юного короля Эдуарда III, который смог сместить Роджера Мортимера. Семья Эдмунда Вудстока была освобождена в декабре 1330 года и взята под опеку Эдуардом III, а малолетнему Эдмунду были возвращены титулы и владения отца. Однако уже в 1331 году он умер. Точная дата смерти неизвестна, но это произошло до 5 октября. Наследником Эдмунда стал его младший брат Джон.